# サクラ大戦 轟華絢爛
『サクラ大戦 轟華絢爛』（サクラたいせん ごうかけんらん）は、セガ・エンタープライゼスのテレビゲーム作品『サクラ大戦シリーズ』をアニメ化した全6巻のOVA作品第2作。1999年発売。
ゲーム『サクラ大戦2 〜君、死にたもうことなかれ〜』のエンディングでパリに出発する大神一郎が、荷造り中に花組隊員との思い出の品を見つける度に回想するという構成でゲーム版では触れられることのなかったエピソード（1話が『サクラ大戦』、それ以降の話が『2』の時間軸になっている）が描かれている。

## 登場人物
- 真宮寺さくら：横山智佐
- 神崎すみれ：富沢美智恵
- マリア・タチバナ：高乃麗
- 大神一郎：陶山章央
- アイリス：西原久美子
- 李紅蘭：渕崎ゆり子
- 桐島カンナ：田中真弓
- ソレッタ・織姫：岡本麻弥
- レニ・ミルヒシュトラーセ：伊倉一恵
- 米田一基：池田勝
- 藤枝あやめ：折笠愛
- 藤枝かえで：折笠愛

## あらすじ
紐育の怒れる刺客
舞台の打ち上げでの余興を失敗してしまうマリア。ごまかすマリアだったがさくらは異変に気づく。そんな中、帝劇にかつてマリアを裏切り片腕を失った男より爆弾が送られてくる。
水のある都市
舞台の練習中喧嘩を始めるアイリスと織姫。怒ったアイリスは夜中に帝劇を飛び出してしまう。
キネマの驚天動地
花組の初出演映画「紅蜥蜴」の撮影中にかつての人気女優の幽霊が現れる。驚く花組達、しかしすみれは全く動じずに幽霊と対峙する。
人情紙芝居・少年レッドよ永遠に
画家である織姫の父より紙芝居のヒーロー「少年レッド」のモデルを頼まれた紅蘭。子供達に本物の少年レッドと間違われ地上げ屋を退治することに。
父と娘と
仙台の真宮寺家で行われる親戚の結婚式のため帰省するさくら。ところが花組の面々はそれをさくらが結婚すると勘違いする。
女たちの新時代
前巻の後編。さくらの部屋にあった書きかけの手紙を読んだ花組は、さくらが望まぬ結婚をさせられると思い込み救出に乗り出す。

## スタッフ
- 原作・原案 - 広井王子
- 企画・監修 - レッドカンパニー
- 監督 - 工藤進
- シリーズ監修 - あかほりさとる
- シリーズ構成・脚本 - 川崎ヒロユキ
- キャラクター原案 - 藤島康介
- キャラクターデザイン - 松原秀典
- OVAキャラクター設定 - 黒田和也、吉野真一
- メカニックデザイン - 永田太
- OVAメカニック設定 - 福地仁、村田護郎
- 美術監督 - 渋谷幸弘（第1話 - 第3話・第5話・第6話）、西川淳一郎（第4話）
- 色彩設定 - 田中真紀
- コンポジションディレクター - 長牛豊（第1話・第5話・第6話）、渡部明弘（第2話・第4話）、堀内隆（第3話）
- 編集 - 長牛豊
- 音響監督 - 亀山俊樹
- 音楽 - 田中公平
- プロデューサー - 中川昌浩、川城和実、沢登昌樹、奥村圭作（第1話 - 第3話）、家入多佳文（第4話 - 第6話）
- アニメーション制作 - RADIX
- 製作 - セガ・エンタープライゼス、バンダイビジュアル、アニメイトフィルム

## 主題歌
オープニングテーマ
「檄！帝国華撃団（改）」（第1話、第3話、第6話）
作詞 - 広井王子 / 作曲 - 田中公平 / 編曲 - 根岸貴幸 / 歌 - 横山智佐、富沢美智恵、高乃麗
「檄！帝国華撃団（改II）」（第2話、第4話、第5話）
作詞 - 広井王子 / 作曲 - 田中公平 / 編曲 - 根岸貴幸 / 歌 - 渕崎ゆり子、西原久美子、田中真弓
その巻でメインとなるキャラクターの声優がメインボーカルとなるため、オープニングは6パターンある。
エンディングテーマ
「古いピアノ」（第1話）
作詞 - 広井王子 / 作曲 - 田中公平 / 編曲 - 岸村正実 / 歌 - 高乃麗
「輝き」（第2話）
作詞 - 広井王子 / 作曲 - 田中公平 / 編曲 - 根岸貴幸 / 歌 - 西原久美子、伊倉一恵
「キネマ行進曲」（第3話）
作詞 - 広井王子 / 作曲 - 田中公平 / 編曲 - 多田彰文 / 歌 - 富沢美智恵、田中真弓
「時代の列車」（第4話）
作詞 - 広井王子 / 作曲 - 田中公平 / 編曲 - 宮崎慎二 / 歌 - 岡本麻弥、渕埼ゆり子
「さくら前線」（第5話）
作詞 - 広井王子 / 作曲 - 田中公平 / 編曲 - 浜口史郎 / 歌 - 横山智佐
「夢のつづき」（第6話）
作詞 - 広井王子 / 作曲 - 田中公平 / 編曲 - 根岸貴幸 / 歌 - 帝国歌劇団

## 各話リスト
| 話数  | サブタイトル                   | 絵コンテ   | 演出           | 作画監督                  | 発売日         |
| ----- | ------------------------------ | ---------- | -------------- | ------------------------- | -------------- |
| 第1話 | 紐育の怒れる刺客               | 工藤進     | 工藤進         | 吉野真一 西井正典（メカ） | 1999年12月18日 |
| 第2話 | 水のある都市                   | 大久保富彦 | 大久保富彦     | 門智昭                    | 2000年2月25日  |
| 第3話 | キネマの驚天動地               | 石山タカ明 | トコロトモカズ | 下坂英男                  | 2000年4月25日  |
| 第4話 | 人情紙芝居・少年レッドよ永遠に | 大久保富彦 | 大久保富彦     | 門智昭                    | 2000年6月25日  |
| 第5話 | 父と娘と                       | 工藤進     | 元永慶太郎     | 高橋成世                  | 2000年9月25日  |
| 第6話 | 女たちの新時代                 | 工藤進     | 工藤進         | 吉野真一                  | 2000年12月21日 |

## テレビ放送
- MBSでは、『アニメシャワー』枠にて、2002年2月24日から同年4月21日まで放送された。

## ネット配信
- 2020年4月17日からYouTube「TMSアニメ55周年公式チャンネル」より第3話までが期間限定無料配信された（4月25日からは第1話のみ）。また第4話以降は同年5月1日より配信されている。